# Omphra complanata
Omphra complanata – gatunek chrząszcza z rodziny biegaczowatych i podrodziny Anthiinae.

## Taksonomia
Gatunek ten opisany został w 1843 roku przez Louisa J. Reiche.

## Opis
Ciało długości od 13 do 14 mm, z wierzchu czarne, od spodu czarne lub brązowawoczerwone. Szczecinki na całym ciele brązowowoczerwone. Nasada bródki z sześcioma szczecinkami. Obie pary głaszczków o czwartym członie nierozszerzonym. Ostatni człon czułków owalny. Przedplecze nieco wypukłe, o nasadzie wyraźnie obrzeżonej po bokach. Tarczka punktowana. Pokrywy nieowalne, najszersze za środkiem, o barkach wystających, a wierzchołku ściętym i głęboko obrzeżonym. Międzyrzędy pokryw słabo wypukłe. Narządy rozrodcze samców z wąską blaszką apikalną o spiczastym wierzchołku, samic natomiast z dwoma szczecinkami na brzuszno-bocznej krawędzi drugiego stylomeru i brakiem szczecinek na apikalnym żeberku pierwszego.

## Rozprzestrzenienie
Gatunek orientalny, endemiczny dla subkontynentu indyjskiego. Znany z Indii (Tamilnadu i Maharasztra) oraz Nepalu.